# Râul Conțeasca
Râul Conțeasca este un curs de apă, afluent al râului Siret. 